# League of Legends Champions Korea

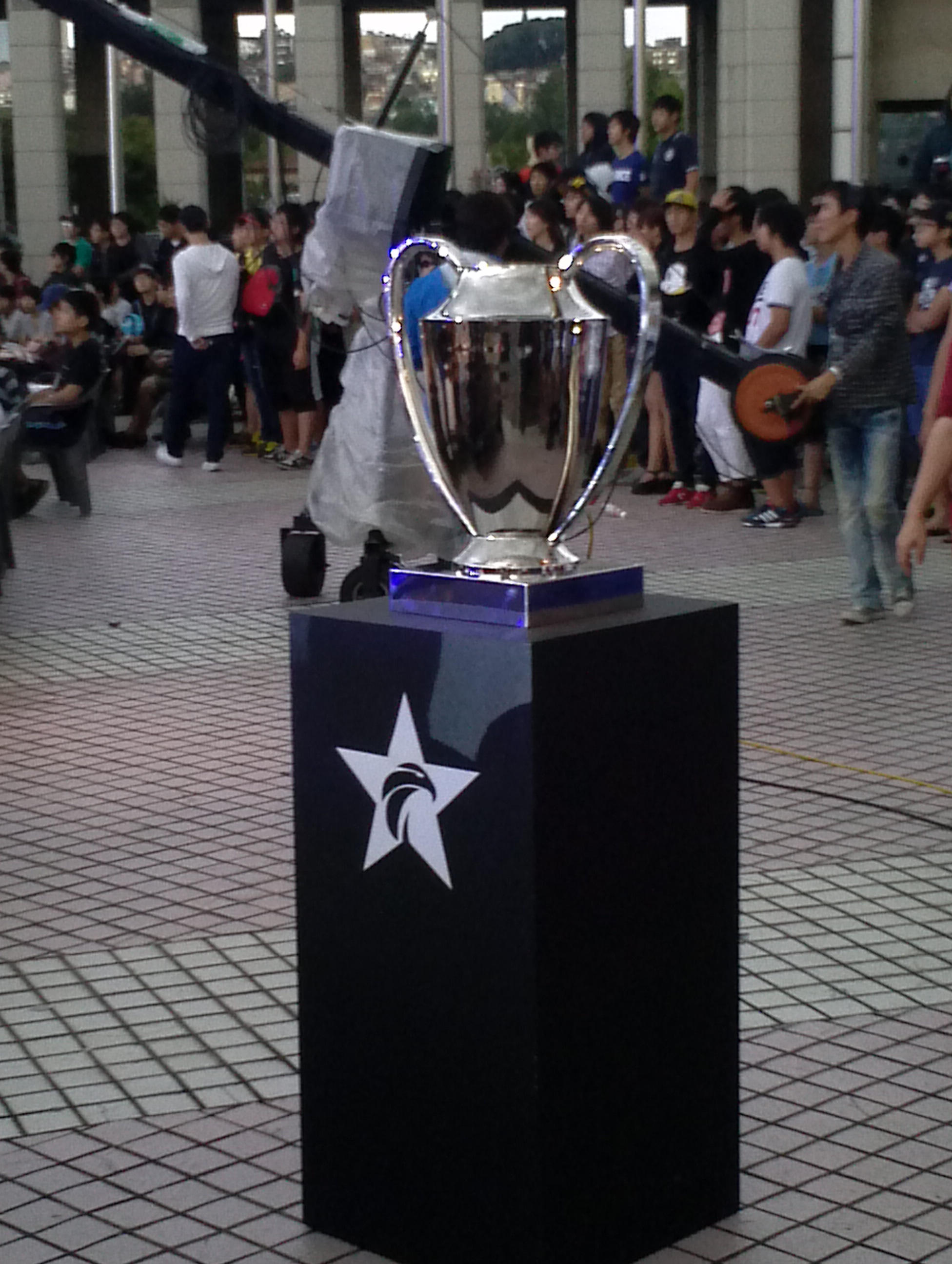
Siegerpokal

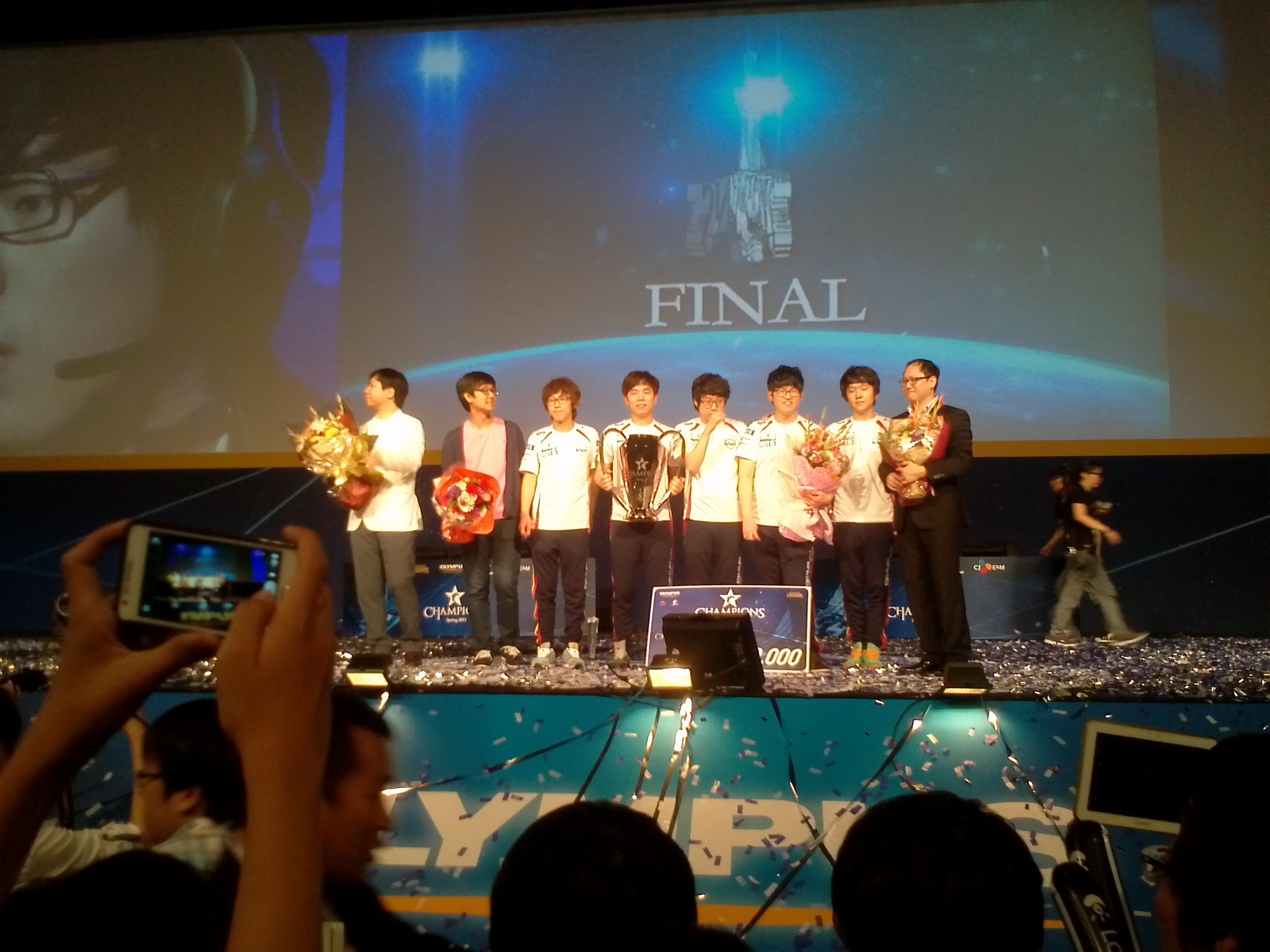
MVP Ozone nach dem Turniersieg im Frühjahr 2013

Die League of Legends Champions Korea (LCK; koreanisch 리그 오브 레전드 챔피언스 코리아) ist eine südkoreanische E-Sport-Profiliga in League of Legends (LoL). Dabei handelt es sich um ein Spiel aus dem MOBA-Genre, bei dem zwei Teams – bestehend aus jeweils fünf Spielern – gegeneinander antreten. Die Liga besteht aus zehn Mannschaften, die in zwei Saisons (Season-Split: Frühjahr und Sommer) gegeneinander antreten. Die besten Teams qualifizieren sich für die League of Legends World Championships. Die LCK wird vom Spieleentwickler Riot Games und dem südkoreanischen Verband KeSPA verwaltet und gesteuert.
Von 2012 bis 2013 hieß der Wettbewerb League of Legends Champions, bevor es Ende 2014 zu einigen Änderungen kam. Bis 2016 hatte OGN die Exklusivrechte an den Übertragungen. Danach wurden diese mit SPOTV geteilt. 2019 übernahm Riot Games die Übertragungsrechte. 2021 wechselte die LCK zum Franchising und verlor damit auch ihr Qualifikationsturnier.
Die LCK galt für eine lange Zeit als die beste League of Legends Liga, da Mannschaften aus Südkorea zwischen 2013 und 2017 dominant fünf Weltmeisterschaftstitel in Folge gewinnen konnten.

## Ergebnisse
| Jahr | Split    | 1.                  | 2.                   | 3.                   | 4.                  | MVP                                                                      | qualifiziert für die WM                                     |
| ---- | -------- | ------------------- | -------------------- | -------------------- | ------------------- | ------------------------------------------------------------------------ | ----------------------------------------------------------- |
| 2012 | Frühjahr | MiG Blaze           | MiG Frost            | Xenics Storm         | Team OP             | (nicht vergeben)                                                         | Azubu Frost Najin Sword                                     |
| 2012 | Sommer   | Azubu Frost         | CLG Europe           | Najin Sword          | Azubu Blaze         | (nicht vergeben)                                                         | Azubu Frost Najin Sword                                     |
| 2013 | Winter   | Najin Sword         | Azubu Frost          | kt Rolster B         | Azubu Blaze         | Yoon „MakNooN“ Ha-woon                                                   | NaJin Black Sword Samsung Ozone SK Telecom T1 K             |
| 2013 | Frühjahr | MVP Ozone           | CJ Entus Blaze       | SK Telecom T1 2      | CJ Entus Frost      | Bae „dade“ Eo-jin                                                        | NaJin Black Sword Samsung Ozone SK Telecom T1 K             |
| 2013 | Sommer   | SK Telecom T1 K     | kt Rolster Bullets   | MVP Ozone            | CJ Entus Frost      | Lee „Faker“ Sang-hyeok                                                   | NaJin Black Sword Samsung Ozone SK Telecom T1 K             |
| 2014 | Winter   | SK Telecom T1 K     | Samsung Galaxy Ozone | kt Rolster Bullets   | Najin White Shield  | Lee „Faker“ Sang-hyeok                                                   | Samsung Galaxy Blue Samsung Galaxy White Najin White Shield |
| 2014 | Frühjahr | Samsung Galaxy Blue | Najin White Shield   | Samsung Galaxy Ozone | CJ Entus Blaze      | Bae „dade“ Eo-jin                                                        | Samsung Galaxy Blue Samsung Galaxy White Najin White Shield |
| 2014 | Sommer   | kt Rolster Arrows   | Samsung Galaxy Blue  | Samsung Galaxy White | SK Telecom T1 S     | Lee „KaKAO“ Byung-kwon                                                   | Samsung Galaxy Blue Samsung Galaxy White Najin White Shield |
| 2015 | Frühjahr | SK Telecom T1       | GE Tigers            | CJ Entus             | Jin Air Green Wings | Lee „Duke“ Ho-seong (Regular Season) Lee „Easyhoon“ Ji-hoon (Playoffs)   | SK Telecom T1 KOO Tigers kt Rolster                         |
| 2015 | Sommer   | SK Telecom T1       | kt Rolster           | KOO Tigers           | CJ Entus            | Kim „ssumday“ Chan-ho (Regular Season) Lee „Faker“ Sang-hyeok (Playoffs) | SK Telecom T1 KOO Tigers kt Rolster                         |
| 2016 | Frühjahr | SK Telecom T1       | ROX Tigers           | kt Rolster           | Jin Air Green Wings | Song „Smeb“ Kyung-ho (Regular Season) Lee „Duke“ Ho-seong (Playoffs)     | ROX Tigers SK Telecom T1 Samsung Galaxy                     |
| 2016 | Sommer   | ROX Tigers          | kt Rolster           | SK Telecom T1        | Samsung Galaxy      | Song „Smeb“ Kyung-ho (Regular Season) Lee „KurO“ Seo-haeng (Playoffs)    | ROX Tigers SK Telecom T1 Samsung Galaxy                     |
| 2017 | Frühjahr | SK Telecom T1       | kt Rolster           | Samsung Galaxy       | Team MVP            | Lee „Crown“ Min-ho (Regular Season) Han „Peanut“ Wang-ho (Playoffs)      | Longzhu Gaming SK Telecom T1 Samsung Galaxy                 |
| 2017 | Sommer   | Longzhu Gaming      | SK Telecom T1        | kt Rolster           | Samsung Galaxy      | Bdd / kurO a (Regular Season) Kim „Khan“ Dong-ha (Playoffs)              | Longzhu Gaming SK Telecom T1 Samsung Galaxy                 |
| 2018 | Frühjahr | KING-ZONE DragonX   | Afreeca Freecs       | kt Rolster           | SK Telecom T1       | Gwak „Bdd“ Bo-seong (Regular Season) Kim „PraY“ Jong-in (Playoffs)       | kt Rolster Afreeca Freecs Gen.G Esports                     |
| 2018 | Sommer   | kt Rolster          | Griffin              | Afreeca Freecs       | KING-ZONE DragonX   | Kim „Khan“ Dong-ha (Regular Season) Go „Score“ Dong-bin (Playoffs)       | kt Rolster Afreeca Freecs Gen.G Esports                     |
| 2019 | Frühjahr | SK Telecom T1       | Griffin              | KING-ZONE DragonX    | DAMWON Gaming       | Jeong „Chovy“ Ji-hoon (Regular Season) Park „Teddy“ Jin-seong (Playoffs) | SK Telecom T1 Griffin DAMWON Gaming                         |
| 2019 | Sommer   | SK Telecom T1       | Griffin              | DAMWON Gaming        | SANDBOX Gaming      | Kim „Canyon“ Geon-bu (Regular Season) Kim „Clid“ Tae-min (Playoffs)      | SK Telecom T1 Griffin DAMWON Gaming                         |
| 2020 | Frühjahr | T1                  | Gen.G Esports        | DragonX              | DAMWON Gaming       | Gwak „Bdd“ Bo-seong (Regular Season) Moon „Cuzz“ Woo-chan (Playoffs)     | DAMWON Gaming DragonX Gen.G                                 |
| 2020 | Sommer   | DAMWON Gaming       | DragonX              | Gen.G Esports        | Afreeca Freecs      | Heo „ShowMaker“ Su (Regular Season) Jang „Nuguri“ Ha-gwon (Playoffs)     | DAMWON Gaming DragonX Gen.G                                 |
| 2021 | Frühjahr | DWG KIA             | Gen.G Esports        | Hanwha Life Esports  | T1                  | Kim „Canyon“ Geon-bu (Regular Season) Kim „Khan“ Dong-ha (Playoffs)      | DWG KIA Gen.G T1 Hanwha Life                                |
| 2021 | Sommer   | DWG KIA             | T1                   | Gen.G Esports        | Nongshim RedForce   | Heo „ShowMaker“ Su (Regular Season) Han „Peanut“ Wang-ho (Playoffs)      | DWG KIA Gen.G T1 Hanwha Life                                |
| 2022 | Frühjahr | T1                  | Gen.G Esports        | DWG KIA              | Kwangdong Freecs    | Ryu „Keria“ Min-seok (Regular Season) Moon „Oner“ Hyeon-joon (Playoffs)  | Gen.G T1 DWG KIA DragonX                                    |
| 2022 | Sommer   | Gen.G Esports       | T1                   | Sandbox Gaming       | DWG KIA             | Park „Ruler“ Jae-hyuk (Regular Season) Han „Peanut“ Wang-ho (Playoffs)   | Gen.G T1 DWG KIA DragonX                                    |
| 2023 | Frühjahr | Gen.G Esports       | T1                   | kt Rolster           | Hanwha Life Esports | Ryu „Keria“ Min-seok (Regular Season) Kim „Peyz“ Su-hwan (Playoffs)      | Gen.G T1 kt Rolster Dplus KIA                               |
| 2023 | Sommer   | Gen.G Esports       | T1                   | kt Rolster           | Hanwha Life Esports | Son „Lehends“ Si-woo (Regular Season) Jeong „Chovy“ Ji-hoon (Playoffs)   | Gen.G T1 kt Rolster Dplus KIA                               |
| 2024 | Frühjahr | Gen.G Esports       | T1                   | Hanwha Life Esports  | Dplus Kia           | Jeong „Chovy“ Ji-hoon (Regular Season) Kim „Kiin“ Gi-in (Playoffs)       | Hanwha Life Esports Gen.G Dplus T1                          |
| 2024 | Sommer   | Hanwha Life Esports | Gen.G Esports        | T1                   | Dplus               | Jeong „Chovy“ Ji-hoon (Regular Season) Kim „Zeka“ Geon-woo (Playoffs)    | Hanwha Life Esports Gen.G Dplus T1                          |

## Team Übersicht
|                  | bbq Olivers         |                                  |                     |                     |                     | ESC Ever            | bbq Olivers         | bbq Olivers         | bbq Olivers         | bbq Olivers         |                     |                     |                     |                     |                     |                     |                     |                     |                     |                     |                     |                     |                     |           |
|                  | BRION               | NaJin Shield NaJin Sword         | NaJin e-mFire       | NaJin e-mFire       | Kongdoo Monster     |                     | Kongdoo Monster     |                     | Kongdoo Monster     |                     |                     |                     |                     |                     | Fredit BRION        | Fredit BRION        | Fredit BRION        | Fredit BRION        | BRION               | OKSavingsBank BRION | OKSavingsBank BRION | OKSavingsBank BRION |                     |           |
|                  | CJ Entus            | CJ Entus Blaze CJ Entus Frost    | CJ Entus            | CJ Entus            | CJ Entus            | CJ Entus            |                     |                     |                     |                     |                     |                     |                     |                     |                     |                     |                     |                     |                     |                     |                     |                     |                     |           |
|                  | Dplus KIA           |                                  |                     |                     |                     |                     |                     |                     |                     |                     | DAMWON Gaming       | DAMWON Gaming       | DAMWON Gaming       | DAMWON Gaming       | ⁠DWG KIA             | ⁠DWG KIA             | ⁠DWG KIA             | ⁠DWG KIA             | Dplus KIA           | Dplus KIA           | Dplus KIA           | Dplus KIA           |                     |           |
|                  | DRX                 | IM #1 IM #2                      | Incredible Miracle  | Incredible Miracle  | Longzhu Gaming      | Longzhu Gaming      | Longzhu Gaming      | Longzhu Gaming      | Kingzone DragonX    | Kingzone DragonX    | Kingzone DragonX    | Kingzone DragonX    | DragonX             | DRX                 | DRX                 | DRX                 | DRX                 | DRX                 | DRX                 | DRX                 | DRX                 | DRX                 | DRX                 |           |
|                  | Ever8 Winners       |                                  |                     |                     |                     |                     |                     | Ever8               |                     |                     |                     |                     |                     |                     |                     |                     |                     |                     |                     |                     |                     |                     |                     |           |
|                  | FearX               |                                  |                     |                     |                     |                     |                     |                     |                     |                     | SANDBOX Gaming      | SANDBOX Gaming      | SANDBOX Gaming      | SANDBOX Gaming      | Liiv SANDBOX        | Liiv SANDBOX        | Liiv SANDBOX        | Liiv SANDBOX        | Liiv SANDBOX        | Liiv SANDBOX        | FearX               | BNK FearX           | BNK FearX           | BNK FearX |
|                  | Freecs              |                                  |                     | Rebels Anarchy      | Afreeca Freecs      | Afreeca Freecs      | Afreeca Freecs      | Afreeca Freecs      | Afreeca Freecs      | Afreeca Freecs      | Afreeca Freecs      | Afreeca Freecs      | Afreeca Freecs      | Afreeca Freecs      | Afreeca Freecs      | Afreeca Freecs      | Kwangdong Freecs    | Kwangdong Freecs    | Kwangdong Freecs    | Kwangdong Freecs    | Kwangdong Freecs    | Kwangdong Freecs    | Kwangdong Freecs    |           |
|                  | Gen.G               |                                  |                     |                     |                     |                     |                     |                     | KSV eSports         | Gen.G               | Gen.G               | Gen.G               | Gen.G               | Gen.G               | Gen.G               | Gen.G               | Gen.G               | Gen.G               | Gen.G               | Gen.G               | Gen.G               | Gen.G               | Gen.G               |           |
|                  | Griffin             |                                  |                     |                     |                     |                     |                     |                     |                     | Griffin             | Griffin             | Griffin             | Griffin             |                     |                     |                     |                     |                     |                     |                     |                     |                     |                     |           |
|                  | Hanwha Life Esports | HUYA Tigers                      | ⁠GE Tigers           | KOO Tigers          | ROX Tigers          | ROX Tigers          | ROX Tigers          | ROX Tigers          | ROX Tigers          | Hanwha Life Esports | Hanwha Life Esports | Hanwha Life Esports | Hanwha Life Esports | Hanwha Life Esports | Hanwha Life Esports | Hanwha Life Esports | Hanwha Life Esports | Hanwha Life Esports | Hanwha Life Esports | Hanwha Life Esports | Hanwha Life Esports | Hanwha Life Esports | Hanwha Life Esports |           |
|                  | Jin Air Green Wings | Jin Air Falcons Jin Air Stealths | Jin Air Green Wings | Jin Air Green Wings | Jin Air Green Wings | Jin Air Green Wings | Jin Air Green Wings | Jin Air Green Wings | Jin Air Green Wings | Jin Air Green Wings | Jin Air Green Wings | Jin Air Green Wings |                     |                     |                     |                     |                     |                     |                     |                     |                     |                     |                     |           |
|                  | KT Rolster          | KT Arrows KT Bullets             | KT Rolster          | KT Rolster          | KT Rolster          | KT Rolster          | KT Rolster          | KT Rolster          | KT Rolster          | KT Rolster          | KT Rolster          | KT Rolster          | KT Rolster          | KT Rolster          | KT Rolster          | KT Rolster          | KT Rolster          | KT Rolster          | KT Rolster          | KT Rolster          | KT Rolster          | KT Rolster          | KT Rolster          |           |
|                  | MVP                 |                                  |                     |                     |                     | MVP                 | MVP                 | MVP                 | MVP                 | MVP                 |                     |                     |                     |                     |                     |                     |                     |                     |                     |                     |                     |                     |                     |           |
|                  | Nongshim RedForce   |                                  |                     |                     |                     |                     |                     |                     |                     |                     |                     |                     |                     | Team Dynamics       | Nongshim RedForce   | Nongshim RedForce   | Nongshim RedForce   | Nongshim RedForce   | Nongshim RedForce   | Nongshim RedForce   | Nongshim RedForce   | Nongshim RedForce   | Nongshim RedForce   |           |
|                  | Samsung Galaxy      | Samsung White Samsung Blue       | Samsung Galaxy      | Samsung Galaxy      | Samsung Galaxy      | Samsung Galaxy      | Samsung Galaxy      | Samsung Galaxy      |                     |                     |                     |                     |                     |                     |                     |                     |                     |                     |                     |                     |                     |                     |                     |           |
|                  | SBENU Sonicboom     |                                  |                     | SBENU Sonicboom     | SBENU Sonicboom     |                     |                     |                     |                     |                     |                     |                     |                     |                     |                     |                     |                     |                     |                     |                     |                     |                     |                     |           |
|                  | SeolHaeOne Prince   |                                  |                     |                     |                     |                     |                     |                     |                     |                     |                     |                     | APK Prince          | SHO Prince          |                     |                     |                     |                     |                     |                     |                     |                     |                     |           |
|                  | T1                  | SKT T1 S SKT T1 K                | SK Telecom T1       | SK Telecom T1       | SK Telecom T1       | SK Telecom T1       | SK Telecom T1       | SK Telecom T1       | SK Telecom T1       | SK Telecom T1       | SK Telecom T1       | SK Telecom T1       | SK Telecom T1       | SK Telecom T1       | T1                  | T1                  | T1                  | T1                  | T1                  | T1                  | T1                  | T1                  | T1                  |           |
| Teilnehmeranzahl | Teilnehmeranzahl    | (12 bzw. 16)                     | 8                   | 10                  | 10                  | 10                  | 10                  | 10                  | 10                  | 10                  | 10                  | 10                  | 10                  | 10                  | 10                  | 10                  | 10                  | 10                  | 10                  | 10                  | 10                  | 10                  |                     |           |

## Rekorde
Meiste Titel (Team)
- 10: SK Telecom T1 (bzw. T1)

Meiste Titel (Spieler)
- 10: Lee Sang-hyeok (Faker)
- 7: Han Wang-ho (Peanut)
- 6: Kim Dong-ha (Khan)
- 5: Bae Seong-woong (bengi)

## Regeln und Rahmen
(Stand: 2022)

### Ligaphase
- Zehn Mannschaften nehmen teil.
- Die Begegnungen werden nach Best of three gespielt, d. h. maximal drei Spiele. Wer zwei Spiele gewinnt, hat die Begegnung gewonnen.
- Die fünf besten Mannschaften qualifizieren sich für die Playoffs.
  - Der Sieger der Ligaphase steht direkt im Finale.
- Bei Gleichstand in der Ligaphase entscheidet:
  - Gewonnene Spiele.
  - Bei Punktegleichstand zählen die direkten Begegnungen der Teams untereinander.
  - Gibt es auch hier noch einen Gleichstand, wird eine weitere Begegnung ausgetragen.

### Playoff-Turnierphase
- Das erste Spiel (Fünftplatzierter gegen Viertplatzierten in der Liga) ist Best of Three
- Alle weiteren Spiele sind Best of Five
- Der Spring-Season-Gewinner ist qualifiziert für das Mid-Season Invitational
- Der Summer-Season-Gewinner ist qualifiziert für die Weltmeisterschaft als sogenannter „first Seed“
- Zudem qualifiziert sich als „second Seed“ für die Weltmeisterschaft, das Team mit den meisten Championship Points, welche man über den Summer- und Spring Split je nach Platzierung bekommt
- Der „third Seed“ und „fourth Seed“, welcher an den Weltmeisterschaften teilnehmen darf, wird in den Regional Finals (einem weiteren Turnier mit den 4 besten Teams, welche noch nicht für die Weltmeisterschaft qualifiziert sind) ausgespielt

## Übertragung
Seit dem Frühjahr 2019 überträgt Riot Games die Begegnungen direkt über die Streaming-Plattformen Twitch, Youtube, afreecaTV, Facebook, und Naver TV. Auf Deutsch wurden die Begegnungen bis 2023 von Summoner’s Inn auf Twitch übertragen, seit 2024 streamt Tolkin die LCK.